# Polyarteritis nodosa
Polyarteritis nodosa är en inflammation i små och medelstora artärer. Den är sällsynt och drabbar 1-3 personer per miljon i Sverige per år. Njuren är ofta drabbad, och njursvikt kan utvecklas. Nervsystemet och hjärtat kan bli skadat, och inte sällan uppträder högt blodtryck. Angiografi eller biopsi av blodkärl görs. Behandling sker med kortisol och cellgift. 
Denna sjukdom kan te sig på två sätt, dels den som kallas classic och sätter sig i organen, såsom magen, tarmar, njurar med mera.
Den andra typen av denna sjukdom visar sig i huden i form av svårläkta sår.
Sjukdomssymptom är influensaliknande symptom, exempelvis feber, trötthet, ont i leder och muskler, det visar också genom blodprov på inflammation. Detta gör dock att det kan ta tid att diagnostisera sjukdomen.